# Samuel Smiles
Samuel Smiles, född den 23 december 1812 i Haddington, avliden den 16 april 1904 i London, var en skotsk skriftställare.
Han växte upp i ekonomiskt bekymmersamma villkor, tog examen vid Edinburghs universitet 1832, praktiserade någon tid som läkare i sin födelsestad, men var 1838–44 redaktör av veckotidningen Leeds Times och lämnade därefter bidrag till andra periodiska skrifter. Han var 1845–66 sekreterare i två järnvägsbolag och levde sedermera som privatman i London.
Hans arbeten hade huvudsakligen en praktisk-moralisk tendens. Särskilt må nämnas den på personlig bekantskap byggda biografien Life of George Stephenson (5 uppl. 1857), förelöpare till en serie levnadsskildringar av uppfinnare, industriella föregångsmän och naturforskare. 1859 utkom Smiles' mest framgångsrika bok,
Self Help (utkom 1873 på svenska som Människans egen kraft, rätta vägen till utmärkelse och rikedom) som har översatts till minst 17 språk och var särskilt inflytelserik i Japan.

## Verk
- Smiles, Samuel (1998). Människans egen kraft: rätta vägen till rikedom och framgång. Stockholm: City Univ. Press. Libris 7648021. ISBN 917562091X
- Smiles, Samuel (1906). Karaktärens värde ...: öfversättning (4 öfvers. uppl.). Stockholm: Adolf Johnson. Libris 1617658